# Drogen (plaats)
Drogen is een plaats en voormalige gemeente in de Duitse deelstaat Thüringen, en maakt deel uit van de Landkreis Altenburger Land.
Drogen telt  inwoners.
De gemeente maakte deel uit van de Verwaltungsgemeinschaft Altenburger Land tot dit op 1 januari 2019 werd opgeheven en werd Drogen opgenomen in de gemeente Schmölln.